# 포포즈
포포즈(영어: four fours)는 4를 4번 써서 0과 모든 자연수를 만드는 것이다. 예로, 1은 4-4+(4/4)이다. 포포즈는 1802년 영국의 라우스 볼에 의해서 만들어졌다. 포포즈의 규칙은 4를 네 번만 쓰고 사칙연산과 44, 제곱근, 거듭제곱, ! 등도 쓸 수 있다. 0부터 10까지의 수는 사칙연산의 연산들만을 사용해서도 만들 수 있다.

## 전략
포포즈를 해결하기 위한 다양한 전략이 있을 것이다. 그중 가장 쉬운 방법은 '숫자 쪼개기'일 것이다. 예를 들어 2라는 수를 만든다고 했을 때, 2를 1+1로 쪼개서 {\textstyle 2=1+1=4/4+4/4}로 나타낼 수 있을 것이다. 또, 이런 방식으로 쪼개면 여러가지 수가 나올텐데, 이 수들을 작은 개수의 4로 만드는 방법을 알고 있는 것도 좋은 전략이 될 것이다. 예를 들어, 2는 4 한 개로는 {\textstyle {\sqrt {4}}}로, 4 두 개로는 {\displaystyle 4/{\sqrt {4}}}, 4 세 개로는 {\displaystyle {\frac {4+4}{4}}}로 나타낼 수 있고, 네 개로는 {\textstyle 4/4+4/4}로 나타낼 수 있다.

## 0부터 50까지의 포포즈
- {\displaystyle 0=44-44=4\div 4\times \left(4-4\right)}
- {\displaystyle 1=\left(4+4\right)\div \left(4+4\right)=44\div 44}
- {\displaystyle 2=\left(4\times 4\right)\div \left(4+4\right)=4\div 4+4\div 4=4\div {\sqrt {4}}+4-4}
- {\displaystyle 3=\left(4+4+4\right)\div 4}
- {\displaystyle 4=\left(4\times 4\right)\div \left(4+4\right)}
- {\displaystyle 5=\left(4\times 4+4\right)\div 4}
- {\displaystyle 6=4+{\frac {4+4}{4}}}
- {\displaystyle 7=4+4-4\div 4}
- {\displaystyle 8=4\times {\frac {4+4}{4}}}
- {\displaystyle 9=4+4+4\div 4}
- {\displaystyle 10={\frac {44-4}{4}}}

- {\displaystyle 11={\frac {44}{{\sqrt {4}}+{\sqrt {4}}}}}
- {\displaystyle 12=4+4+{\sqrt {4}}+{\sqrt {4}}={\frac {4!\times 4}{4+4}}}
- {\displaystyle 13=44\div 4+{\sqrt {4}}}
- {\displaystyle 14=4\times 4-4\div {\sqrt {4}}=4!\div 4+4+4}
- {\displaystyle 15=4\times 4-4\div 4}
- {\displaystyle 16=4\times 4+4-4}
- {\displaystyle 17=4\times 4+4\div 4}
- {\displaystyle 18=\left(4\times 4+4\right)-{\sqrt {4}}}
- 19=4!-4-4÷4
- 20=(4÷4+4)×4
- 21=4!-4+4÷4
- 22=44÷(4÷√4)
- 23=4!-√4+4÷4
- 24=4×4+4+4
- 25=4!+√4-4÷4
- 26=44÷√4+4
- 27=4!+4-4÷4
- 28=4×4×√4-4
- 29=4!+4+4÷4
- 30=4×4×√4-√4
- 31=4!+√4+√4÷0.4
- {\displaystyle 32=4\times 4+4\times 4=\left(4+4\right)^{\sqrt {4}}/{\sqrt {4}}}
- 33=4!+4+√4÷0.4
- 34=4×4×√4+√4
- 35=4!+(4!-√4)÷√4
- 36=4×4×√4+4
- 37=4!+(4!+√4)÷√4
- 38=44-4-√4
- 39=44-√4÷0.4
- 40=44-√4-√4
- 41=(4!+√4)÷0.4-4!
- 42=44-4÷√4
- 43=44-(4÷4)
- 44=44+4-4
- 45=44+4÷4
- 46=44+4÷√4
- 47=4!×√4-4÷4
- 48=(4＋4＋4)×4
- 49=4!+4!+4÷4
- 50=44+4+√4

## 51 이상의 포포즈
- {\displaystyle 52=44+4+4}
- {\displaystyle 54=4!+4!+\left(4!/{\sqrt {4}}\right)}
- {\displaystyle 62=\left(4+4\right)^{\sqrt {4}}-{\sqrt {4}}}
- {\displaystyle 66=\left(4+4\right)^{\sqrt {4}}+{\sqrt {4}}}
- {\displaystyle 100=\left(4!+4/4\right)\times 4}